# آدریان کوییست
 آدریان کوییست (انگلیسی: Adrian Quist؛ زاده ۲۳ ژانویهٔ ۱۹۱۳ درگذشته ۱۷ نوامبر ۱۹۹۱) یک تنیس‌باز اهل استرالیا بود.